# Val des Dix

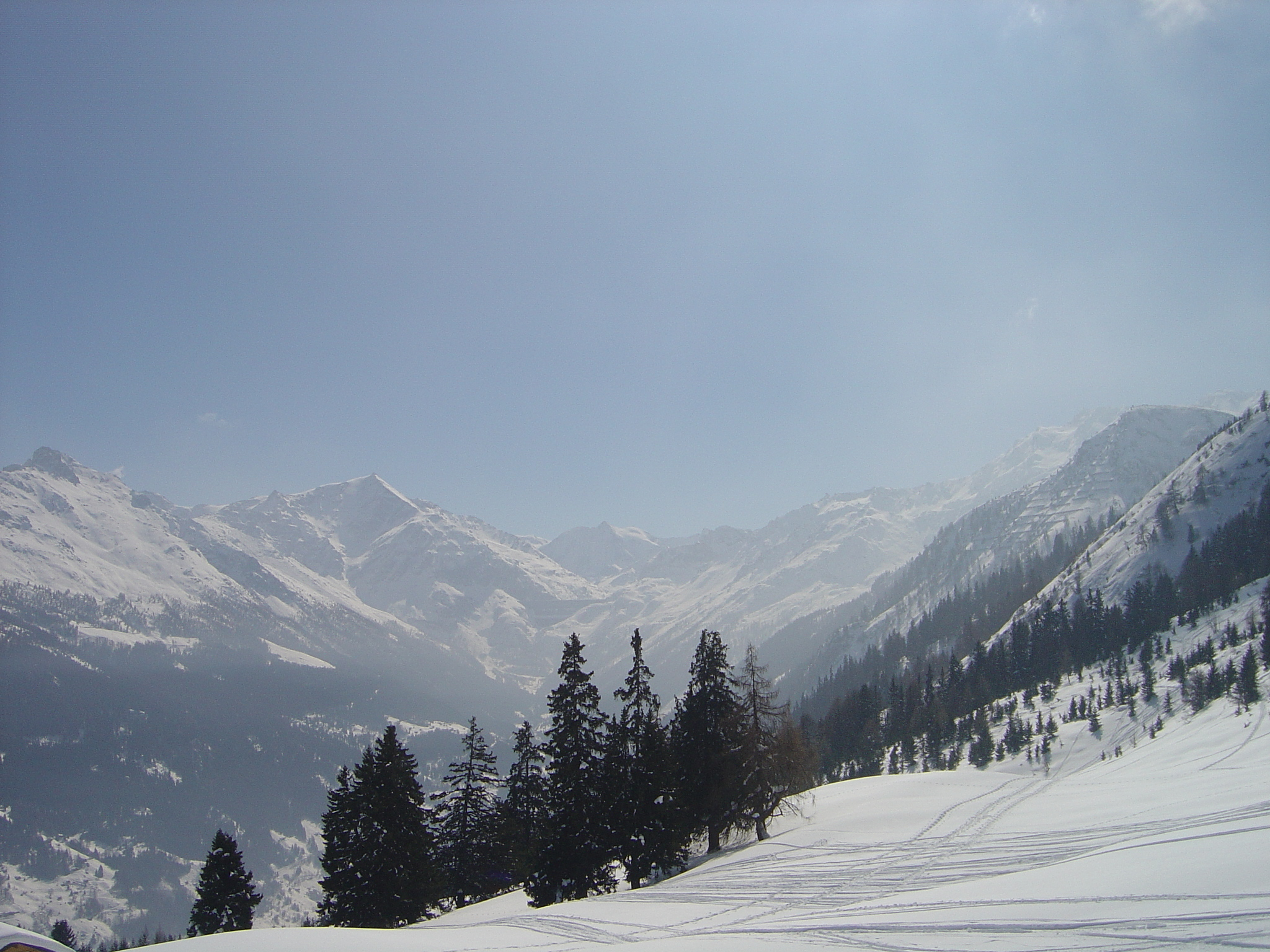
Val des Dix, Sicht nach Süden

Das Val des Dix ist ein Seitental auf der Südseite der Rhone im Kanton Wallis in der Schweiz. Das Tal ist der obere Teil des Val d’Hérémence und beginnt an der Staumauer des Lac des Dix und reicht bis zum Cheilongletscher (Glacier de Cheilon) am Fusse des Mont Blanc de Cheilon. Durch das Tal fliesst der Wildbach Dixence, der später in die Borgne mündet. Eine Legende besagt, dass der Name aus einem Kampf gegen 10 (dix) Sarazenen stammt.
Koordinaten: 46° 4′ 28,9″ N, 7° 24′ 0,1″ O; CH1903: 597013 / 102575